# Rio Tinto Group
Die Rio Tinto Group (kurz Rio Tinto) ist ein börsennotiertes Bergbauunternehmen mit Sitz in London und Melbourne. Es handelt sich um eine Dual-listed Company, welche aus der britischen Rio Tinto plc und der australischen Rio Tinto Limited besteht.
Rio Tinto beschäftigt sich hauptsächlich mit dem Abbau und der Produktion von Industriemetallen, vor allem Eisenerz, Aluminium und Kupfer. Das Unternehmen gehört zu den größten Bergbaukonzernen der Welt und ist neben der BHP Group und der Vale S.A. einer der drei weltgrößten Eisenerzproduzenten. Darüber hinaus gehört Rio Tinto zu den weltweit führenden Aluminiumproduzenten. Das Unternehmen ist in rund 35 Ländern tätig, wobei der Großteil der Aktivitäten auf Australien und Kanada entfällt. Im Geschäftsjahr 2022 erwirtschaftete das Unternehmen einen Umsatz von 55,6 Milliarden US-Dollar. Der Chief Executive Officer ist Jakob Stausholm, der Chairman ist Dominic Barton.

## Geschichte

### 1873 bis 1962: Rio Tinto Company

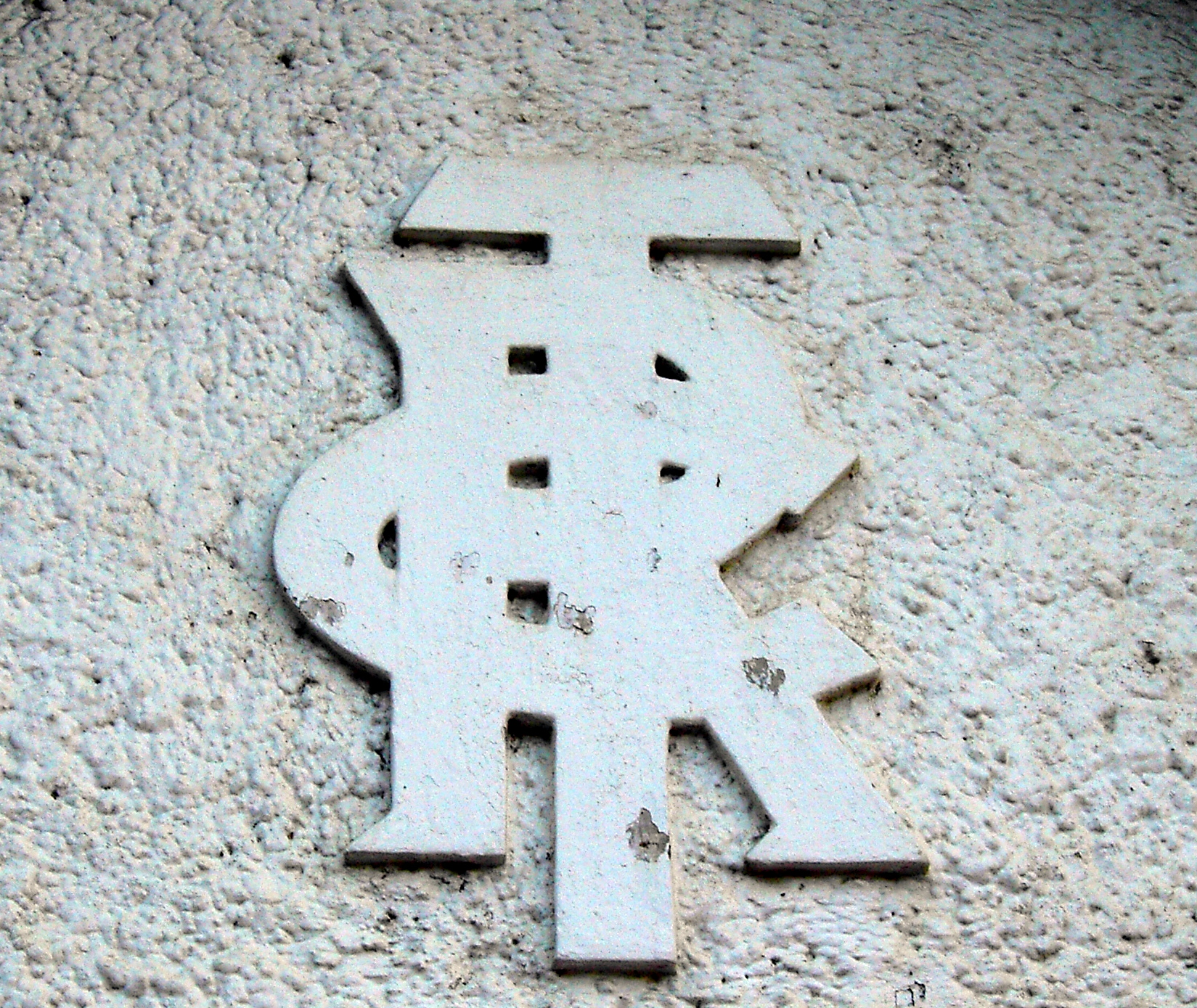
Historisches Logo der Rio Tinto Company Limited (RTC).

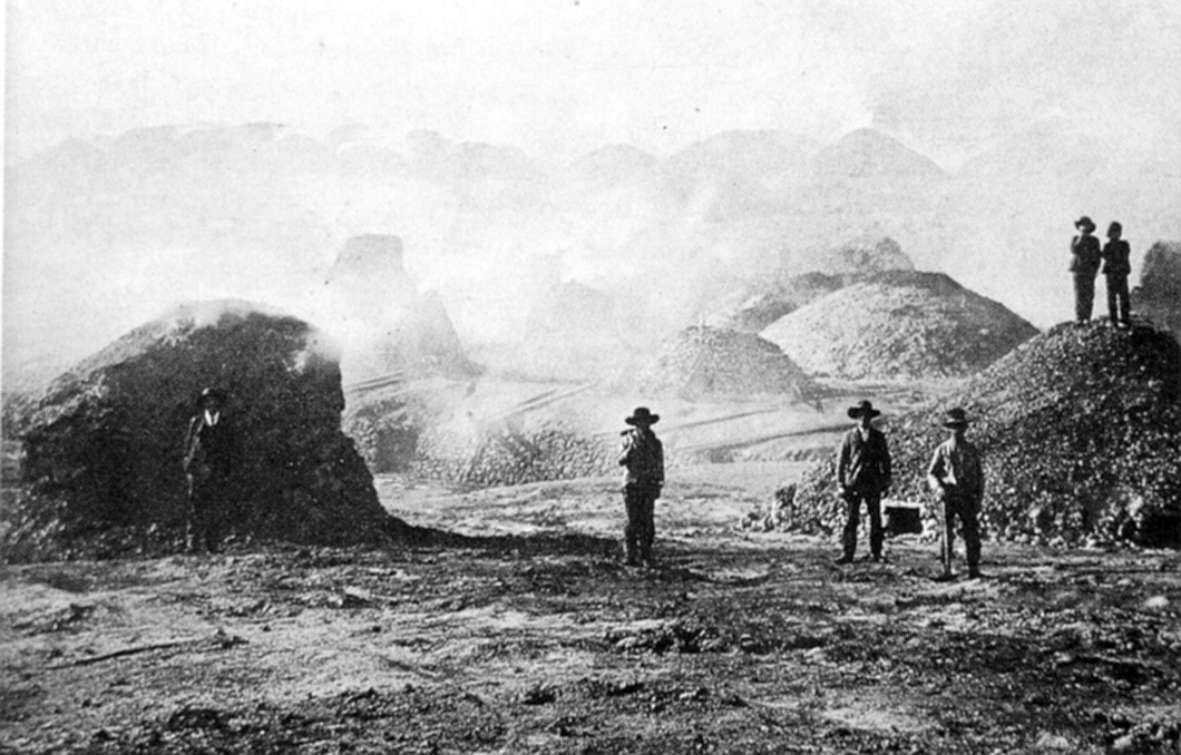
Kupfergewinnung durch Teleras, die mit ihren Schwefelgasen Mensch und Umwelt in der Bergbauregion des Río Tinto vergiften (Aufnahme ca. 1880).

Im Februar 1873 kaufte eine vom schottischen Unternehmer Hugh Matheson angeführte britisch-europäische Investorengruppe, bestehend aus Matheson & Company (24 %), Clark, Punchard & Company (20 %) und der Deutschen Nationalbank in Bremen (56 %), die Riotinto-Bergwerke in der spanischen Provinz Huelva in Andalusien. Das mit Verlust arbeitende Kupferbergwerk befand sich seit 1849 in spanischem Staatsbesitz und wurde im Zuge von Marktliberalisierungsreformen während des „Sexenio Democrático“ (1868 bis 1874) an private Investoren zum Verkauf ausgeschrieben. Das Syndikat um Matheson bot 92 800 000 Pesetas (umgerechnet 3 680 000 Pfund Sterling) für die Eigentumsrechte; eine enorme Summe, die dennoch unter dem inneren Wert dieses Assets lag. In Ermangelung besserer Angebote und in Anbetracht des damals drohenden Staatsbankrotts war die spanische Regierung jedoch bereit, dieses Gebot zu akzeptieren. Am 29. März 1873 wurde die Gesellschaft The Rio Tinto Company Limited in London registriert. Der Tag gilt heute als das Gründungsdatum des Konzerns. Ab den 1880er Jahren übernahm die Familie Rothschild die Kontrolle über Rio Tinto, nachdem sie eine bedeutende Minderheitsbeteiligung erworben hatte. Ab 1929 besaßen die Rothschilds etwa ein Drittel der Anteile am Unternehmen.
In den ersten Jahrzehnten wandte die Rio Tinto Company in ihren spanischen Besitztümern ein Produktionsverfahren an, das wegen seiner gesundheits- und umweltschädlichen Begleiterscheinungen in England längst verboten war. Dabei wurden zur Herauslösung des Kupfers große, von der Bevölkerung Teleras genannte Hügel aus Rohmineralien für die Dauer von 6 bis 12 Monaten angezündet, wobei erhebliche Mengen schädlicher Schwefelgase freigesetzt wurden. Dies führte bereits in wenigen Jahren zu einer Zerstörung der Lebensgrundlage von über zehntausend Menschen der Region, die vormals überwiegend vom Fischfang und von der Landwirtschaft gelebt hatten. Am 4. Februar 1888 demonstrierten zwölf- bis vierzehntausend Menschen vor den Toren des Rathauses der Altstadt von Riotinto für Verbesserungen der Arbeitsbedingungen und Erhöhung der niedrigen Löhne, aber auch für die Abschaffung der Teleras. Aus nie aufgeklärten Umständen eröffneten die Soldaten des Militärregimentes Pavía am Nachmittag des Tages das Feuer auf die friedliche Menge. Nach offiziellen Angaben starben dabei 13 Personen, Augenzeugen berichteten jedoch von bis zu 200 Toten, darunter zahlreiche Frauen, Kinder und Alte. Von offizieller Seite lange totgeschwiegen, ist den Menschen dieses dunkle Kapitel der Bergbauregion am Río Tinto als El Año de los Tiros („Jahr der Schüsse“) in Erinnerung geblieben.
1925 begann das Unternehmen, seine Bergbautätigkeit auf den Copperbelt in Nordrhodesien (heute Sambia) auszuweiten. 1954 wurden zwei Drittel der inzwischen ertragsschwachen Riotinto-Minen verkauft; mit dem Erlös wurden Explorationen in Afrika, Australien und Kanada finanziert. Diese unter dem Geschäftsführer Val Duncan vorgenommene geografische Diversifikation betraf insbesondere die Erschließung von Uranlagerstätten in Australien und Kanada. In Australien wurde die Tochtergesellschaft Rio Tinto Mining Company of Australia Ltd. gegründet, welche ab 1955 eine Mehrheitsbeteiligung am Urantagebau Mary Kathleen in Queensland hielt. 1961 machte der Uranbergbau fast die Hälfte (47,5 %) des Konzerngewinnes aus, der Rest entfiel auf Kupfer (47,5 %), Erdöl (3,3 %) und Gold (1,7 %). Etwa zur selben Zeit wandte sich der Viehzüchter und Schürfer Lang Hancock mit seiner Entdeckung eines gewaltigen Eisenerzvorkommens in der Hamersley Range in der westaustralischen Pilbara-Region an die Rio Tinto Mining Company of Australia. Damit wurde der Einstieg des Unternehmens in den Eisenerzbergbau eingeläutet.

### 1905 bis 1962: Zinc Corporation und Consolidated Zinc
1905 gründete der amerikanische Bergbauingenieur Herbert Hoover, der später der 31. Präsident der Vereinigten Staaten wurde, mit weiteren Unternehmern The Zinc Corporation Limited. Das Unternehmen war damit beschäftigt, Zink aus den Abraumhalden des Blei- und Silberbergbaus in Broken Hill (New South Wales, Australien) zu gewinnen. 1949 wurde das Unternehmen mit der The Imperial Smelting Corporation Limited verschmolzen und zur The Consolidated Zinc Corporation Limited umfirmiert. Die Imperial Smelting Corporation mit Sitz im Vereinigten Königreich war ein Zinkproduzent, der hauptsächlich das Rohmaterial aus den Broken-Hill-Minen verarbeitete und außerdem Schwefelsäure, Dünger und Fluorverbindungen produzierte. Anteile der The Sulphide Corporation und der The Broken Hill Corporation Limited gingen ebenfalls an die neue Gesellschaft über. Die Sulphide Corporation war ein Hersteller von Schwefelsäure, Superphosphat und Zement. Die Broken Hill Corporation hielt wesentliche Beteiligungen am Bergbauunternehmen New Broken Hill Consolidated Limited.
Die Consolidated Zinc Corporation hatte ihren Sitz im Vereinigten Königreich; in Australien war sie durch das Tochterunternehmen Consolidated Zinc Proprietary vertreten. Da die Leitung der australische Aktivitäten von Großbritannien aus schwierig war, wurde 1951 das Management der Tochterfirma nach Melbourne verlegt. In den 1950er Jahren begann Consolidated Zinc mit der Exploration und dem Abbau von Uran. 1955 entdeckte Consolidated Zinc die riesigen Bauxitvorkommen von Weipa in Queensland, die die Grundlage für die Entstehung einer großen integrierten Aluminiumindustrie in Australien und Neuseeland bildeten. Für die Erschließung des Vorkommens ging Consolidated Zinc eine Allianz mit dem US-Konzern Kaiser Aluminum ein, da man einen Partner mit genügend Kapital und technologischem Know-how benötigte. 1956 wurde das Gemeinschaftsunternehmen Commonwealth Aluminium Corporation Pty. Limited (kurz Comalco) gegründet, um Weipa zu erschließen.

### 1962: Fusionen zur RTZ und CRA

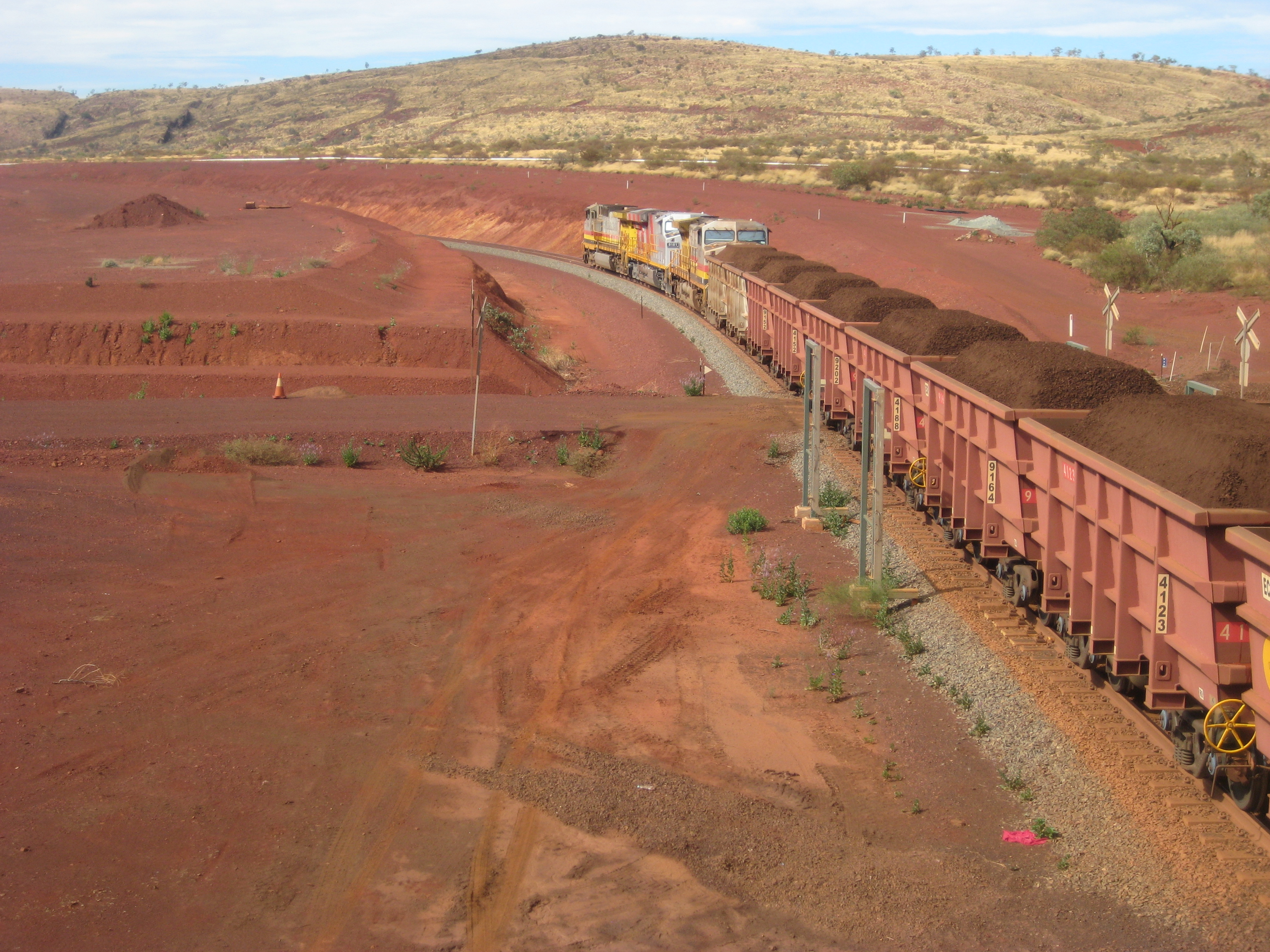
Eisenerztransport in der Pilbara-Region in Westaustralien, wo Rio Tinto seit den 1960er Jahren Eisenerz fördert.

Rio Tintos Ursprung als britisch-australischer Doppelkonzern geht auf das Jahr 1962 zurück, als die Rio Tinto Company und die Consolidated Zinc Corporation zur The Rio Tinto-Zinc Corporation Limited (kurz RTZ) fusionierten. Gleichzeitig wurden die australischen Firmenbeteiligungen der beiden Unternehmen zur Conzinc Riotinto of Australia Limited (kurz CRA) zusammengelegt (Fusion von Rio Tinto Mining Company of Australia und Consolidated Zinc Proprietary). Die in London ansässige RTZ wurde zum Mutterkonzern der CRA in Melbourne. Ihre Beteiligung wurde aber im Laufe der Zeit sukzessive reduziert: noch Ende der 1970er Jahre hielt RTZ knapp über 70 % der Anteile an der CRA, 1986 waren es nur mehr 49 %. 1980 änderte Conzinc Riotinto of Australia den Firmennamen in CRA Limited. Obwohl im Vorstand mehrheitlich australische Direktoren saßen und sich ein Teil der Aktien in australischem Besitz befand, wurde die CRA aufgrund der Tatsache, dass es sich um ein von Briten kontrolliertes Unternehmen handelte, in Australien als ausländischer Konzern betrachtet. Dies führte mehrmals zu Spannungen zwischen der CRA und der australischen Politik, wenn es beispielsweise um Investitionen oder Übernahmen ging. Erst 1986, als die Beteiligung der RTZ an der CRA unter die 50-Prozent-Schwelle fiel und die öffentliche Hand Mehrheitseigentümerin wurde, galt CRA als „vollwertiges“ australisches Unternehmen.
Ab 1962 widmete sich CRA der Entwicklung des Eisenerzprojektes in der Region Pilbara. Die Eisenerzvorkommen in Westaustralien waren von außergewöhnlicher Qualität und Größe, die Abgeschiedenheit und die rauen Bedingungen machten die Erschließung jedoch zu einer Herausforderung. Die komplette Infrastruktur – Eisenbahnen, Häfen und Arbeitersiedlungen – musste erst errichtet werden. Da nur die größten internationalen Bergbauunternehmen in der Lage waren, die erforderlichen Finanzmittel und das technologische Know-how aufzubringen, und man bereits durch das Weipa-Aluminiumprojekt Erfahrungen mit dem Kaiser-Konzern hatte, wandte sich CRA an Kaiser Steel. 1962 gründeten CRA und Kaiser Steel die für den Abbaubetrieb zuständige Gesellschaft Hamersley Iron. Die erste Erzlieferung von Hamersley fand im August 1966 statt. Der Abnehmer des Erzes war vorrangig die stark wachsende japanische Stahlindustrie. Für die Erschließung und den Betrieb der Channar Mine wurde 1987 erstmals ein australisch-chinesisches Joint Venture ins Leben gerufen. In den 2000er Jahren überholte die chinesische Nachfrage nach Eisenerz die japanische deutlich.
In die 1960er Jahre fällt auch die Gründung von Queensland Alumina Limited und die Errichtung einer Aluminiumoxidraffinerie in Gladstone durch CRA/Comalco, Kaiser Aluminum und Pechiney. Die Raffinerie verarbeitete das Bauxit aus Weipa zu Aluminiumoxid, welches wiederum für die weitere Aluminiumproduktion an die Hüttenwerke Bell Bay in Tasmanien und Tiwai Point in Neuseeland geliefert wurde.
1967 wurde die Tochtergesellschaft Bougainville Copper Pty. gegründet, die für den Betrieb der Pangunamine auf der Insel Bougainville in Papua-Neuguinea zuständig war. Das Kupfervorkommen wurde zuvor von Mitarbeitern von CRA und New Broken Hill Consolidated Limited entdeckt. Der politische Konflikt um die Mine war der Auslöser des Bürgerkrieges auf Bougainville seit 1989.
1968 kaufte Rio Tinto die Bergbaufirma U.S. Borax, die sich in Kalifornien mit dem Boratabbau beschäftigte. 1972 entdeckte Ashton Mining zusammen mit CRA das Diamantenvorkommen der Argyle-Diamantenmine. Für die Förderung wurde das Ashton Joint Venture (AJV) gegründet. AJV/Rio Tinto wurde zu dieser Zeit zum weltgrößten Produzenten von farbigen Diamanten. 1984 begann CRA mit dem Kohlebergbau in Queensland. 1985 erwarb Rio Tinto eine 30-prozentige Beteiligung am Kupferbergwerk Escondida in Chile. 1989 akquirierte der Konzern den Kupferförderer BP Minerals. Rio Tinto stieg in Folge zum weltgrößten Kupferproduzenten auf.

### 1995: Das DLC-Unternehmen Rio Tinto

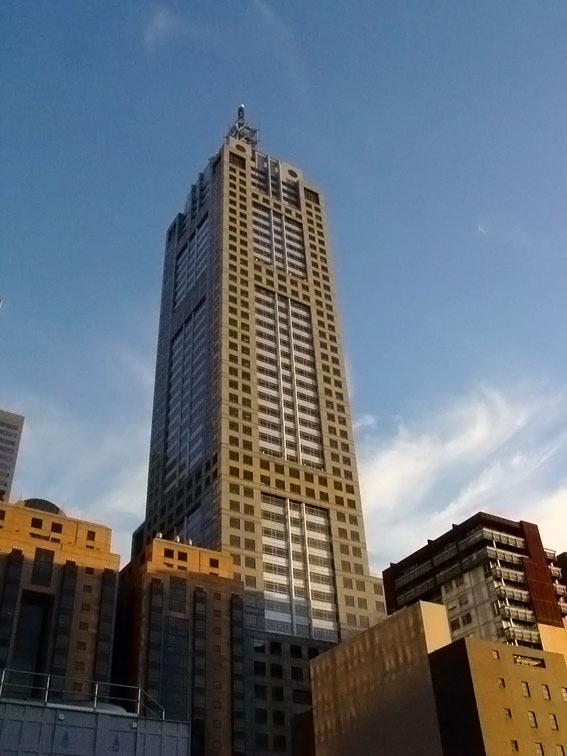
Die Konzernzentrale von Rio Tinto Limited befindet sich im Wolkenkratzer 120 Collins Street in Melbourne.

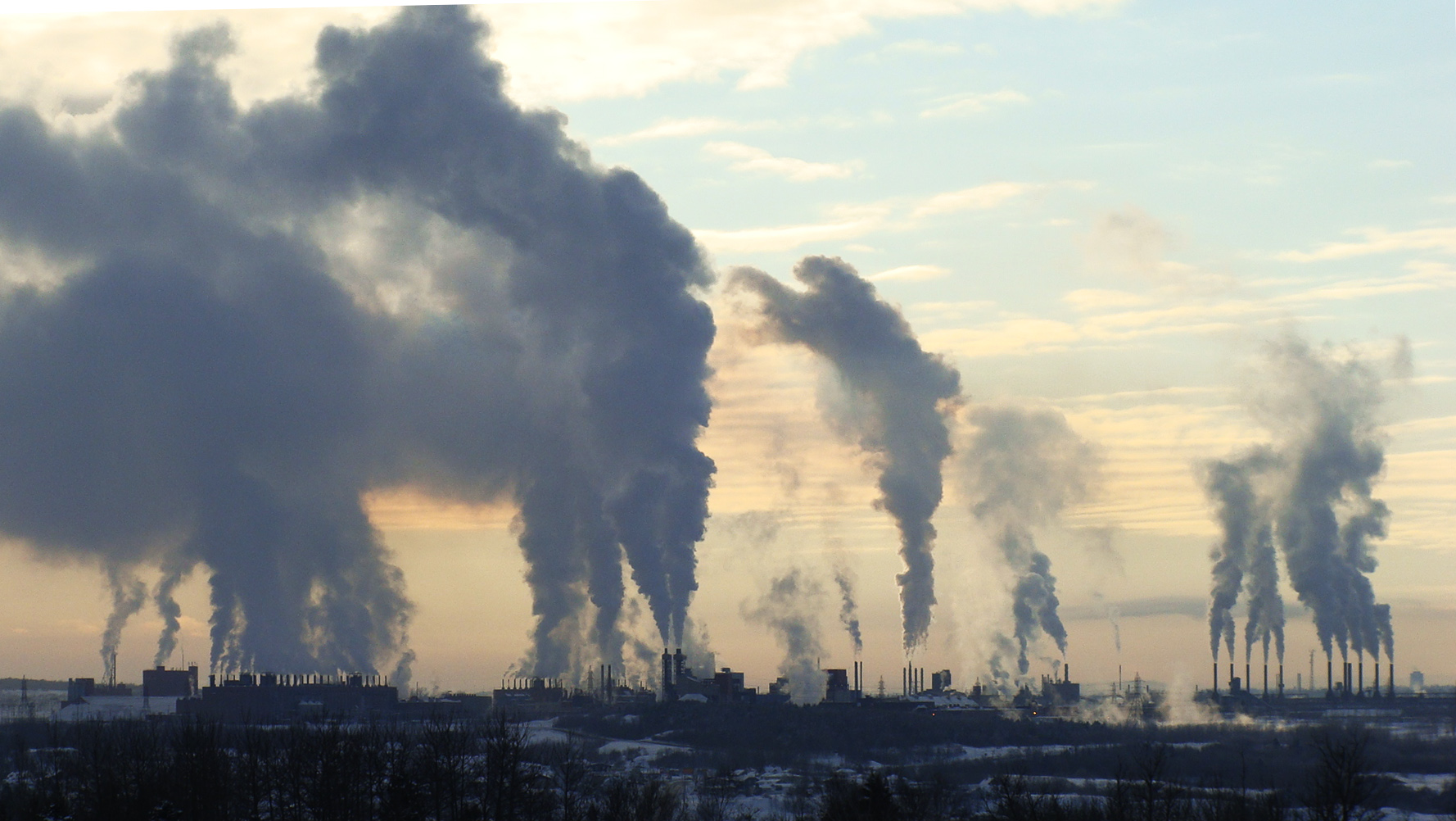
Der kanadische Aluminiumhersteller Alcan (hier die Aluminiumhütten von Arvida in Saguenay, Québec) wurde 2007 von Rio Tinto gekauft.

Obwohl die RTZ der Mutterkonzern der CRA war, wurden beide Unternehmen gemäß einer Vereinbarung getrennt verwaltet und betrieben, wobei sich die CRA auf Australasien und die RTZ auf den Rest der Welt konzentrierte. Durch die Zunahme der Globalisierung war diese Aufteilung Ende der 1980er bzw. Anfang der 1990er Jahre nicht mehr zeitgemäß. Um mögliche Interessenkonflikte zwischen den beiden Unternehmen zu vermeiden und Synergien zu nutzen, stimmten die Aktionäre daher 1995 dem Zusammenschluss zu einem börsennotierten Doppelunternehmen (Dual-listed Company, kurz DLC) zu. Durch die DLC-Struktur wurden die Aktionäre der beiden Firmen in rechtlicher und wirtschaftlicher Hinsicht gleichgestellt. Nach der Umstrukturierung existierten die RTZ und die CRA als juristische Personen mit ihren jeweiligen Sitzen in London und Melbourne weiter, besaßen von nun an aber eine gemeinsame Konzernleitung und wurden wie ein einziges, vereinigtes Unternehmen geführt. Von 1995 bis 1997 wurde das DLC-Unternehmen unter dem Dachnamen RTZ-CRA geführt; ein suboptimaler Name, der vom damaligen Chairman Derek Birkin als „Buchstabensuppe“ bezeichnet wurde. 1997 wurde die RTZ in Rio Tinto plc und die CRA in Rio Tinto Limited umbenannt. Seitdem firmieren sie unter dem Dachnamen Rio Tinto Group.
Am 17. Juli 1998 ereignete sich in Österreich das Grubenunglück von Lassing, bei dem zehn Bergleute starben. Das Talkbergwerk befand sich über die Tochterunternehmen Naintsch Mineralwerke GmbH und Talc de Luzenac im Besitz von Rio Tinto. Rio Tinto wurden damals bereits mehrere Verfehlungen im Bezug auf Umweltverschmutzung, Behandlung der eigenen Mitarbeiter und den Umgang mit der Bevölkerung in den Abbauregionen vorgeworfen.
Im Jahr 2000 lieferten sich Rio Tinto und Anglo American einen Bieterkrieg um die australische Bergbaugesellschaft North Limited, die hauptsächlich Eisenerz-, Zink- und Uranbergwerksbeteiligungen besaß. Mit einem Übernahmeangebot von 3,5 Milliarden australischen Dollar ging Rio Tinto als Sieger hervor. Mit dem Kauf des kanadischen Aluminiumherstellers Alcan für 38,1 Milliarden US-Dollar im Jahr 2007 tätigte Rio Tinto die größte Akquisition in seiner Geschichte. Durch die Übernahmen wurde der Konzern auf einem Schlag zum größten Aluminium- und Bauxitproduzenten der Welt. Die Mitarbeiterzahl stieg von 35 000 auf 106 000 (Alcan hatte deutlich mehr Mitarbeiter als Rio Tinto selbst). 2008 war Rio Tinto selbst Ziel einer feindlichen Übernahme von BHP Billiton, die jedoch wegen weltweit fallender Rohstoffpreise infolge der Finanzkrise 2007/08 platzte.
2008 kaufte der staatliche chinesische Aluminiumhersteller Aluminum Corporation of China (Chinalco) überraschend 9 % der Anteile an Rio Tinto. Da eine Partnerschaft in wirtschaftlicher Hinsicht aber Sinn ergab, war Rio Tinto bereit, mit Chinalco über weitere Investitionen in Höhe von insgesamt 19,5 Milliarden US-Dollar zu verhandeln, die die Anteile von Chinalco an Rio Tinto auf 18 % erhöht hätten. Rio Tinto konnte frisches Kapital gut gebrauchen, da man sich für die Übernahme von Alcan hoch verschuldet hatte und durch die kurz darauf einsetzende Finanzkrise 2007/08 zusätzlich unter finanziellen Druck geriet. China hingegen hatte durch seine wachsende Wirtschaft Interesse an Beteiligungen an Energie- und Rohstoffunternehmen. Im Juni 2009 ließ Rio Tinto den umstrittenen Deal aber scheitern. Einerseits machte die sich abzeichnende Erholung der Wirtschaft das Geschäft nicht mehr notwendig, andererseits gab es heftigen Widerstand von aktivistischen Rio-Tinto-Aktionären und den australischen Aufsichtsbehörden. Im Juli 2009 wurden vier Manager der chinesischen Rio-Tinto-Niederlassung vom chinesischen Geheimdienst verhaftet; ihnen wurde Bestechlichkeit und Industriespionage vorgeworfen. Im März 2010 wurden sie von einem Gericht in Shanghai zu Haftstrafen zwischen 7 und 14 Jahren verurteilt. Rio Tinto ging mit den Bestechungsvorwürfen konform und entließ die Manager.
2011 übernahm Rio Tinto für 3,9 Milliarden australische Dollar Riversdale Mining mit dessen mosambikanischen Kohlevorkommen. Drei Jahre später verkaufte Rio Tinto diese Assets für 50 Millionen US-Dollar weiter. Dieses Fiasko führte zum Rücktritt des CEOs Tom Albanese. Anfang 2012 erwarb Rio Tinto nach einer schleichenden Übernahme die Mehrheit an der kanadischen Bergbaugesellschaft Ivanhoe Mines (heute Turquoise Hill Resources), die in der Mongolei die Kupferlagerstätte Ojuu Tolgoi erschließt und ausbeutet. 2022 erfolgte die Komplettübernahme von Turquoise Hill Resources für 3,3 Milliarden US-Dollar. Im Juli 2014 trat Glencore mit einem Übernahmeangebot an Rio Tinto heran, welches aber von Rio Tinto abgelehnt wurde. Eine Fusion der beiden Unternehmen hätte den größten Bergbaukonzern der Welt geschaffen.
Im Jahr 2015 unterzeichnete das Unternehmen das Pariser Klimaabkommen. Seit dem Verkauf der verbleibenden australischen Kohlenbergwerke und -entwicklungsprojekte im Jahr 2018 für insgesamt 3,95 Milliarden US-Dollar werden keine fossilen Brennstoffe mehr gefördert. 2018 veräußerte Rio Tinto seine 40-prozentige Beteiligung an der Grasberg-Mine in Indonesien für 3,5 Milliarden US-Dollar. Das Unternehmen war wegen der durch den Tagebau verursachten Umweltschäden in die Kritik geraten.
Am 24. Mai 2020 ließ das Unternehmen eine 46.000 Jahre alte indigene Kulturstätte der Kurrama- und Pinikura-Aborigines in der Juukan-Schlucht in Pilbara sprengen, um das Abbaugebiet der Brockman 4 Mine zu erweitern. Der Vorfall sorgte für Empörung und schädigte den Ruf des Unternehmens. Der Prähistoriker Peter Stone verglich die Sprengung der Aborigines-Stätte mit der Sprengung der Buddha-Statuen von Bamiyan durch die Taliban und der Zerstörung der antiken Stätte Palmyra durch den IS. Als Konsequenz des Vorfalls traten der CEO Jean-Sébastien Jacques und zwei hochrangige Manager des Unternehmens zurück, außerdem wurden ihre Bonuszahlungen gekürzt. Im März 2021 wurde bekannt, dass sich auch der Chairman Simon Thompson aufgrund des Vorfalls nicht mehr der Wiederwahl stellen werde.
Im Februar 2022 geriet das Unternehmen erneut in die Kritik, nachdem ein Untersuchungsbericht der australischen Antidiskriminierungskommission weit verbreitete Fälle von Mobbing, Rassismus und sexuellen Übergriffen unter den Mitarbeitern offengelegt hatte.
Im Oktober 2024 wurde die Übernahme von Arcadium Lithium durch Rio Tinto vereinbart. Sie soll Mitte 2025 abgeschlossen werden.

## Konzernüberblick

### Leitung und Geschäftsstruktur
Die Rio Tinto plc und die Rio Tinto Limited werden als Dual-listed Company geführt und haben ein gemeinsames Board of Directors. Der Chief Executive Officer ist seit Januar 2021 Jakob Stausholm, der Chairman seit Mai 2022 Dominic Barton.
Entsprechend den vier Hauptproduktgruppen ist der Konzern operativ in eine Eisenerzsparte (Iron Ore), eine Aluminiumsparte (Aluminium), eine Kupfersparte (Copper) und eine Mineralien- und Energierohstoffsparte (Minerals) unterteilt. Ergänzt werden diese durch eine Vertriebssparte (Commercial group) und eine Forschungs- und Entwicklungssparte (Development & Technology group).
Die wichtigsten Tochterunternehmen und Beteiligungen/Joint Ventures sind:
- Alcan Alumina Ltda. (100 %, Brasilien)
- Aluminerie Alouette Inc. (40 %, Kanada)
- Argyle Diamonds Limited (100 %, Australien)
- Boyne Smelters Limited (59,4 %, Australien)
- Dampier Salt Limited (68,36 %, Australien)
- Diavik Diamond Mines (2012) Inc. (100 %, Kanada)
- Energy Resources of Australia Ltd (86,33 %, Australien)
- Gladstone Power Station Joint Venture (42,1 %, Australien)
- Halco (Mining) Inc. (45 %, USA)
- Hamersley Iron Pty Limited (100 %, Australien)
- Hope Downs Joint Venture (50 %, Australien)
- Iron Ore Company of Canada (58,72 % Kanada)
- Kennecott Holdings Corporation (100 %, USA)
- Mineração Rio do Norte S.A. (12 %, Brasilien)
- Minera Escondida Ltda (30 %, Chile)
- New Zealand Aluminium Smelters Limited (79,4 %, Neuseeland)
- North Mining Limited (100 %, Australien)
- Oyu Tolgoi LLC (66 %, Mongolei)
- Pechiney Reynolds Quebec Inc. (50,2 %, USA)
- Pilbara Iron (100 %, Australien)
- QIT Madagascar Minerals SA (79,98 %, Madagaskar)
- Queensland Alumina Limited (80 %, Australien)
- Richards Bay Minerals Joint Venture (73,97 %, Südafrika)
- Rio Tinto Alcan Inc. (100 %, Kanada)
- Rio Tinto Aluminium (Holdings) Limited (100 %, Australien)
- Rio Tinto do Brasil Ltda. (100 %, Brasilien)
- Rio Tinto Fer et Titane Inc. (100 %, Kanada)
- Robe River Mining Co Pty Ltd (60 %, Australien)
- Simfer Jersey Limited (53 %, Guinea)
- Sohar Aluminium Co. L.L.C. (20 %, Oman)
- Tomago Aluminium Joint Venture (51,6 %, Australien)
- U.S. Borax Inc. (100 %, USA)

### Geschäftszahlen
Das Geschäftsjahr endet bei Rio Tinto am 31. Dezember.
| GJ   | Umsatz in Mrd. USD | Gewinn in Mrd. USD | Preis je Aktie Rio Tinto plc in GBp | Preis je Aktie Rio Tinto Ltd in AUD | Mitarbeiter- zahl |
| ---- | ------------------ | ------------------ | ----------------------------------- | ----------------------------------- | ----------------- |
| 2005 | 19,033             | 5,215              | 2 193                               | 54,42                               | 32 000            |
| 2006 | 22,465             | 7,438              | 2 245                               | 58,60                               | 35 000            |
| 2007 | 29,700             | 7,312              | 4 392                               | 105,65                              | 106 000           |
| 2008 | 54,264             | 3,676              | 1 231                               | 29,97                               | 106 000           |
| 2009 | 41,825             | 4,872              | 3 390                               | 74,89                               | 102 000           |
| 2010 | 55,171             | 14,238             | 4 487                               | 85,47                               | 77 000            |
| 2011 | 60,529             | 5,835              | 3 125                               | 60,30                               | 68 000            |
| 2012 | 50,942             | −3,028             | 3 512                               | 66,01                               | 71 000            |
| 2013 | 51,171             | 3,665              | 3 409                               | 68,18                               | 66 000            |
| 2014 | 47,664             | 6,527              | 3 000                               | 58,00                               | 60 000            |
| 2015 | 34,829             | −0,866             | 1 980                               | 44,71                               | 55 000            |
| 2016 | 33,781             | 4,617              | 3 159                               | 59,90                               | 51 000            |
| 2017 | 40,030             | 8,762              | 3 942                               | 75,81                               | 47 000            |
| 2018 | 40,522             | 13,638             | 3 730                               | 78,47                               | 47 000            |
| 2019 | 43,165             | 8,010              | 4 503                               | 100,40                              | 46 000            |
| 2020 | 44,611             | 9,769              | 5 470                               | 113,83                              | 47 000            |
| 2021 | 63,495             | 21,094             | 4 892                               | 100,11                              | 49 000            |
| 2022 | 55,554             | 12,420             | 5 798                               | 116,41                              | 54 000            |

Im Geschäftsjahr 2022 entfielen 53 % des Umsatzes auf die Eisenerzsparte, 24 % auf die Aluminiumsparte, 11 % auf die Kupfersparte und 12 % auf die Mineraliensparte. 54 % des Konzernumsatzes wurden auf dem chinesischen Markt (inklusive Taiwan) erwirtschaftet.
Die Profitabilität des Unternehmens ist in erster Linie von den Rohstoffpreisen – insbesondere vom Eisenerzpreis – und der weltwirtschaftlich bedingten Rohstoffnachfrage abhängig (vgl. zyklische Branche). Im Besonderen gilt dies für die chinesische Konjunktur, da China der weltweit größte Eisenerznachfrager und mit Abstand Rio Tintos größter Absatzmarkt ist. Allgemein begann um die Jahrtausendwende ein Rohstoffzyklus, der etwa 2007/08 seinen Höhepunkt erreichte und von der Finanz- und Wirtschaftskrise beendet wurde. Für viele Rohstoffpreise folgte danach – von einem Zwischenhoch im Jahr 2011 abgesehen – ein langjähriger Bärenmarkt, der erst beim „Rohstoff-Crash“ um die Jahreswende 2015/16 (z. B. Eisenerz, Kupfer, Aluminium, Uran) oder während der Corona-Krise 2020 (z. B. Rohöl, Platin) seinen Tiefpunkt fand. Mit dem Wiederanlaufen der Weltwirtschaft nach der COVID-19-Pandemie zogen die Rohstoffkurse äußerst schnell wieder an. Rio Tinto profitierte entsprechend davon und konnte 2021 sogar das erfolgreichste Jahr in der Firmengeschichte verzeichnen.

### Aktie und Anteilseigner
Die wesentlichen Aktionäre der Rio Tinto plc (ca. 1256 Millionen Stammaktien) und der Rio Tinto Limited (ca. 371 Millionen Stammaktien) waren 2022:
| Anteilseigner                                             | Anteile an Rio Tinto plc | Anteile an Rio Tinto Ltd |
| --------------------------------------------------------- | ------------------------ | ------------------------ |
| BlackRock, Inc.                                           | 10,4 %                   | 7,5 %                    |
| Shining Prospect Pte. Ltd (Aluminum Corporation of China) | 14,5 %                   | —                        |
| The Capital Group Companies, Inc.                         | 4,1 %                    | —                        |
| State Street Corporation                                  | —                        | 5,3 %                    |
| The Vanguard Group, Inc.                                  | —                        | 5,0 %                    |

Die Aktien der Rio Tinto plc sind an der London Stock Exchange (ISIN: GB0007188757) gelistet, die Aktien der Rio Tinto Limited an der Australian Securities Exchange (ISIN: AU000000RIO1). An der New York Stock Exchange sind außerdem sponsored ADRs gelistet, die von JPMorgan Chase als Depotbank ausgegeben werden. Durch die DLC-Struktur werden die Aktionäre der beiden Unternehmen in die Lage versetzt, als ob sie Anteile an einem einzigen, vereinigten Unternehmen halten würden, mit entsprechend gleichgestellter wirtschaftlicher Beteiligung (Stimmrecht, Dividende). Rio Tintos Dividendenpolitik sieht vor, langfristig 40 % bis 60 % des bereinigten Gewinnes an die Aktionäre auszuschütten.
Am 9. September 2008 gab die norwegische Finanzministerin Kristin Halvorsen bekannt, dass der Staatliche Pensionsfonds eine Beteiligung im Wert von 500 Millionen Pfund verkaufen werde, da das Unternehmen an massiven Umweltschäden beteiligt sei.

## Geschäftszweige

### Produktionsdaten
| Rohstoff            | Produktion    | Rohstoff               | Produktion    |
| ------------------- | ------------- | ---------------------- | ------------- |
| Eisenerz            | 283 247 000 t | Silber (gefördert)     | 3 940 000 oz. |
| Bauxit              | 54 618 000 t  | Silber (raffiniert)    | 1 950 000 oz. |
| Aluminium           | 3 009 000 t   | Molybdän               | 3 300 t       |
| Aluminiumoxid       | 7 544 000 t   | Diamanten              | 4 651 000 ct  |
| Kupfer (gefördert)  | 521 100 t     | Borate                 | 532 000 t     |
| Kupfer (raffiniert) | 209 200 t     | Titandioxid (Schlacke) | 1 200 000 t   |
| Gold (gefördert)    | 235 000 oz.   | Uran (U3O8)            | – lbs         |
| Gold (raffiniert)   | 113 900 oz.   | Salz                   | 5 757 000 t   |

### Eisenerz

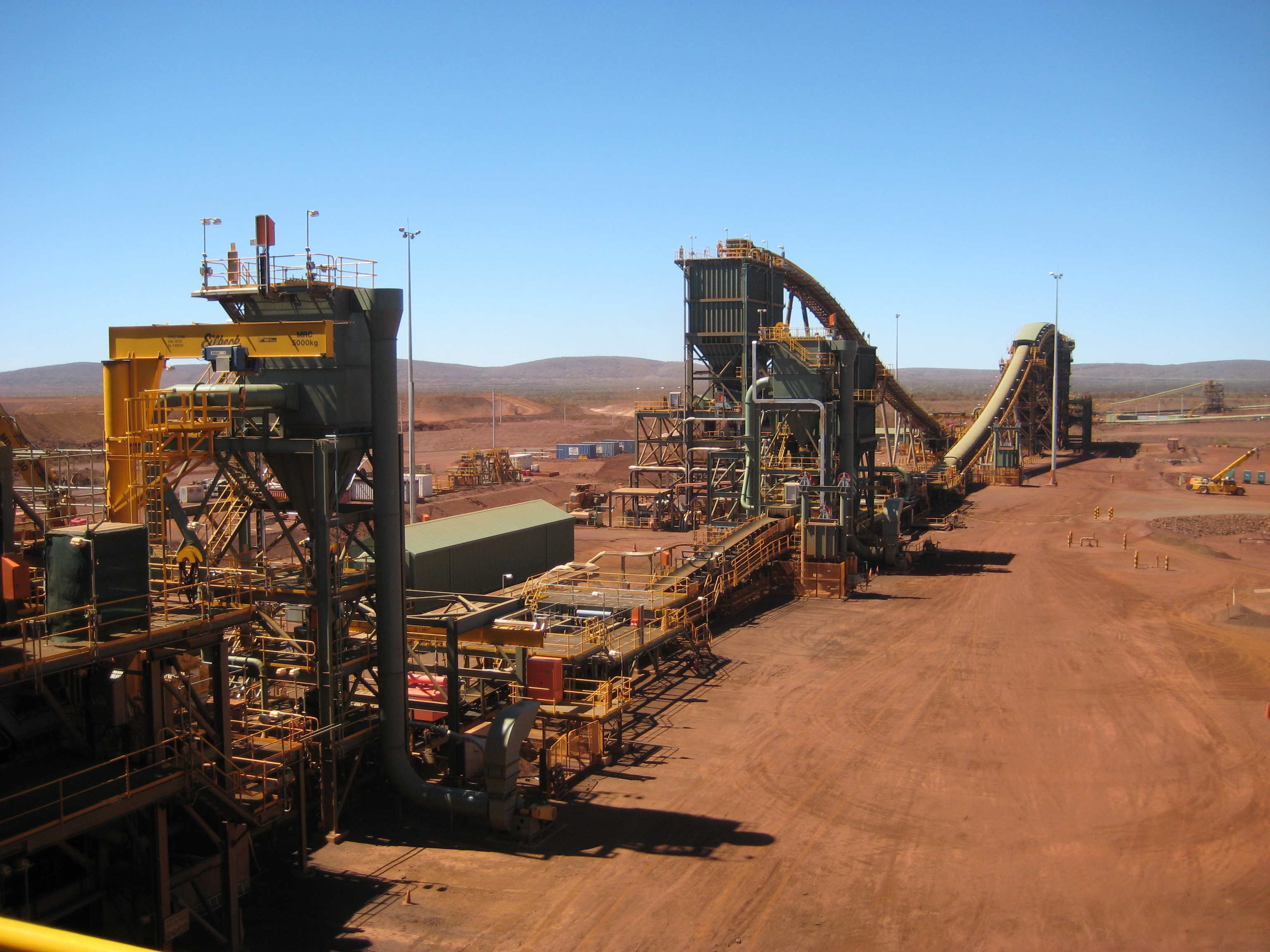
Anlage in der Mine Brockman 4 in der Pilbara-Region in Westaustralien.

Der Großteil des Eisenerzabbaus geschieht in der Region Pilbara in Westaustralien, wo Rio Tinto an 17 Bergwerken beteiligt ist. Der Konzern ist vollständiger Eigentümer des Unternehmens Hamersley Iron, dem elf Bergwerke (Brockman 2, Brockman 4, Channar, Gudai-Darri, Marandoo, Mount Tom Price, Nammuldi, Paraburdoo, Silvergrass, Western Turner Syncline, Yandicoogina) gehören. Im Joint Venture Robe River Iron Associates, an dem Rio Tinto mit 53 % beteiligt ist, betreibt der Konzern drei weitere Bergwerke (Mesa A, Mesa J, West Angelas). Die übrigen Bergwerke (Eastern Range, Western Range, Hope Downs 1, Hope Downs 4) werden ebenfalls in Joint Ventures, zum Teil mit chinesischen Partnern, betrieben. Der Abbaubetrieb in der Pilbara umfasst auch ein konzerneigenes Schienennetz mit einer Gesamtlänge von 1890 Kilometern und vier Hafenterminals, die sich an den Standorten Cape Lambert und Dampier befinden. Der Schienentransport des Erzes erfolgt mit Hilfe von fahrerlosen Zügen über ein vollautomatisches, fernüberwachtes Bahnsystem namens AutoHaul. Die Infrastruktur wird von der Tochtergesellschaft Pilbara Iron verwaltet und betrieben.
Ein kleiner Teil des Eisenerzes wird über eine 58,7-prozentige Beteiligung an der Iron Ore Company of Canada gewonnen. Dieser gehören ein Bergwerk und eine Konzentrator- und Pelletieranlage in Labrador City, ein Hafenterminal in Sept-Îles und eine 418 Kilometer lange Eisenbahnstrecke zwischen diesen beiden Orten.
Rio Tinto hält 45,05 % der Anteile am Simandou-Eisenerzprojekt in Guinea, 39,95 % entfallen auf eine chinesische Holding mit Chinalco als Hauptunternehmen und 15 % auf den Staat Guinea. Die schon lange geplante Umsetzung gestaltet sich aber aufgrund von Rechtsstreitigkeiten und politischer Instabilität als kompliziert.

### Aluminium

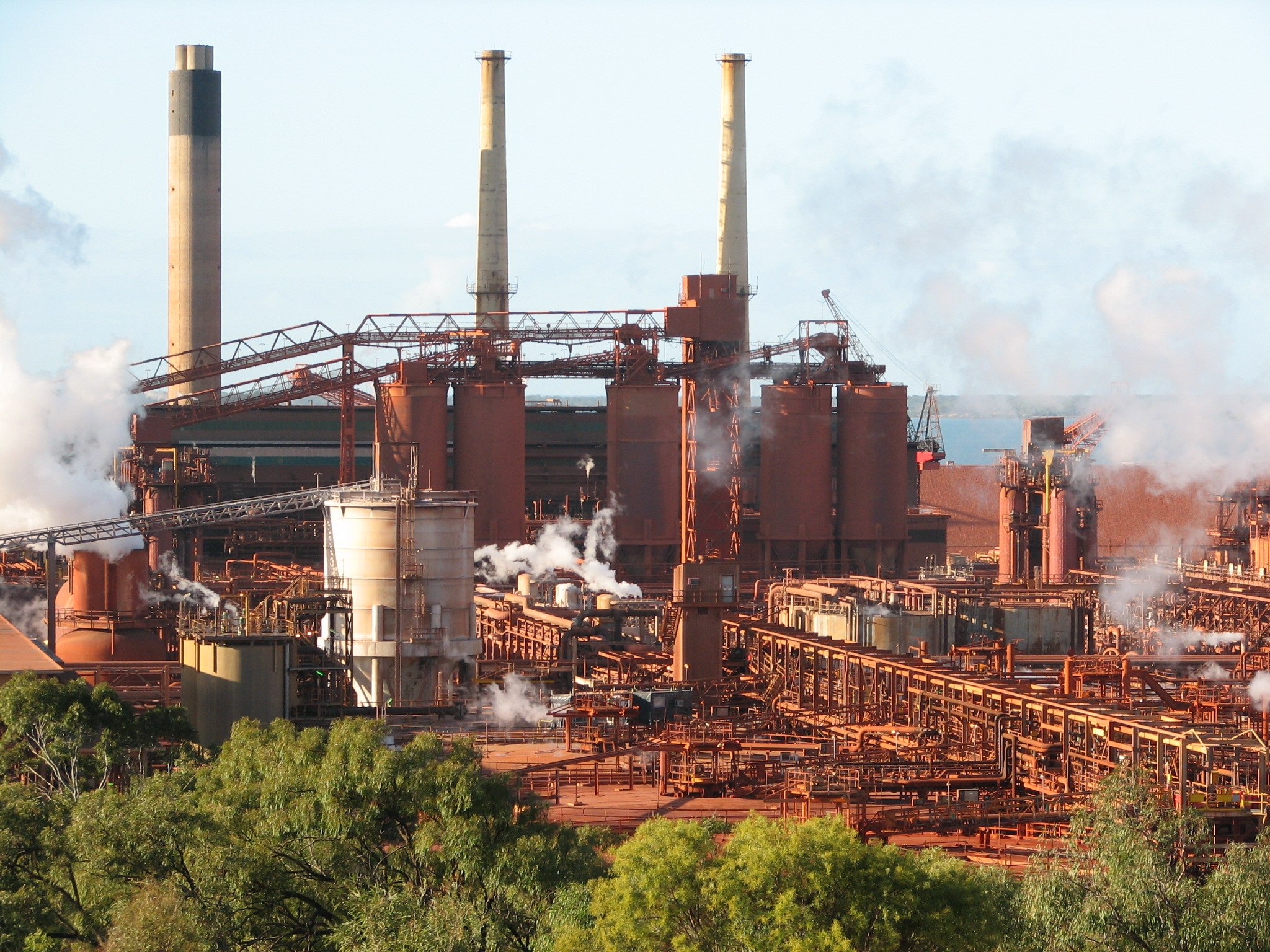
Aluminiumoxidraffinerie von Queensland Alumina Limited in Gladstone (Australien).

Rio Tinto ist vollständiger Eigentümer der Gove-Bauxitmine und der Weipa-Bauxitmine in Australien. Darüber hinaus besitzt der Konzern eine effektive Beteiligung von 22,95 % an der Compagnie des Bauxites de Guinée (über einen 45-Prozent-Anteil am US-Konsortium Halco), welche Bauxitbergbau in Guinea betreibt, und 12 % der Anteile an der Mineração Rio do Norte S.A., welche Bauxit bei Porto Trombetas in Brasilien abbaut.
In die Aluminiumsparte sind vier Aluminiumoxidraffinerien und 14 Aluminiumhütten eingebunden, die überwiegend 2007 mit der Akquisition von Alcan eingekauft wurden. Das sind die Aluminiumoxidwerke Jonquière (100 %, Kanada), Queensland Alumina (80 %, Australien), Alumar (10 %, Brasilien) und Yarwun (100 %, Australien) und die Hüttenwerke Alma (100 %, Kanada), Alouette (40 %, Kanada), Arvida (100 %, Kanada), Arvida AP60 (100 %, Kanada), Bécancour (25,1 %, Kanada), Bell Bay (100 %, Australien), Boyne Island (59,4 %, Australien), Grande-Baie (100 %, Kanada), ISAL (100 %, Island), Kitimat (100 %, Kanada), Laterrière (100 %, Kanada), Sohar (20 %, Oman), Tiwai Point (79,4 %, Neuseeland) und Tomago (51,6 %, Australien). Zudem betreibt Rio Tinto in Kooperation mit Alcoa die Testanlage ELYSIS, die der Entwicklung der treibhausgasfreien Aluminiumproduktion dient. Beim Elysis-Verfahren werden so genannte inerte Anoden (anstatt der sonst üblichen Kohlenstoff-Anoden aus Petrolkoks) verwendet; allerdings steckt das Verfahren Stand 2023 noch voller Ungewissheiten.
Rio Tinto ist zu 80 % und der russische Konzern RUSAL zu 20 % Eigentümer von Queensland Alumina Limited (QAL). Infolge des russischen Angriffs auf die Ukraine im Februar 2022 verhängte die australische Regierung Handelssanktionen gegen Russland. Rio Tinto übernahm daraufhin – gegen den Willen von RUSAL und unter Berufung auf eine Step-in-Klausel – die volle Kontrolle und 100 % der Produktionskapazität von QAL.
Nach der Übernahme von Alcan erhielt die Aluminiumdivision des Konzerns den Namen Rio Tinto Alcan. Rio Tinto verkaufte nach der Übernahme mehrere Assets von Alcan, darunter die Verpackungssparte (Alcan Packaging) und die Verbundwerkstoffsparte (Alcan Composites). Im Oktober 2011 wurden die Gove-Mine und die Werke Bell Bay, Boyne Island, Tiwai Point und Tomago aus Rio Tinto Alcan herausgelöst und im Asset Pacific Aluminium zusammengefasst, das dann ebenfalls verkauft werden sollte. Nachdem kein Käufer zu einem angemessenen Preis gefunden wurde, wurde Pacific Aluminium 2013 wieder in Rio Tinto Alcan eingegliedert. Die Werke Lynemouth in England und Sebree in Kentucky wurden 2012 und 2013 geschlossen bzw. verkauft. Im Mai 2015 gab Rio Tinto bekannt, dass man ab 2016 den Namen „Alcan“ für die Aluminiumdivision aufgeben und nicht mehr in der Unternehmenskommunikation verwenden werde. 2018 wurde auch das Werk Dunkerque in Frankreich verkauft.

### Kupfer

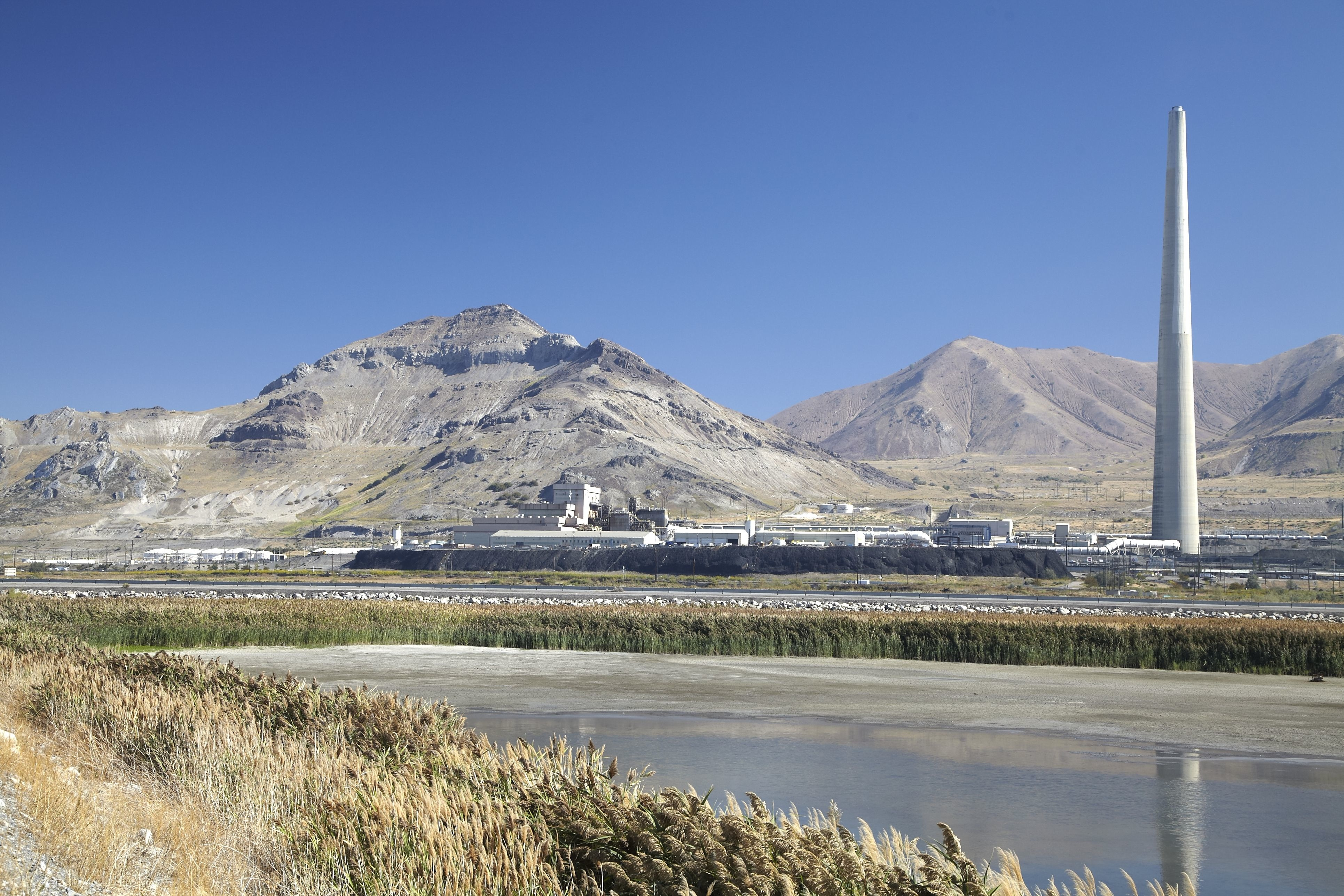
Kupferhütte von Kennecott Utah Copper bei Salt Lake City (Utah, USA).

Das meiste Kupfer gewinnt der Konzern über eine 30-prozentige Beteiligung an der Minera Escondida Ltda und deren Kupferbergwerk in Chile. In den Vereinigten Staaten ist Rio Tinto zu 100 % Eigentümer des Kupferförderers Kennecott (inklusive Kennecott Utah Copper und Kennecott Exploration). Kennecott umfasst das Kupferbergwerk Bingham Canyon Mine sowie ein Hüttenwerk und eine Raffinerie in der Nähe von Salt Lake City. Beim Kupferabbau und der Raffination fallen auch wertvolle Nebenprodukte wie Gold, Silber und Molybdän an.
Rio Tinto arbeitet an der Erschließung und Ausbeutung der Kupfer- und Goldlagerstätte Ojuu Tolgoi in der Mongolei. Das Unterfangen ist ein Joint Venture zwischen der hundertprozentigen Rio-Tinto-Tochter Turquoise Hill Resources / Oyu Tolgoi LLC (66 %) und dem mongolischen Staat (34 %), wobei Rio Tinto den operativen Betrieb leitet. Ojuu Tolgoi gehört zu den Prestigeprojekten des Konzerns und soll nach der vollständigen Inbetriebnahme das viertgrößte Kupferbergwerk der Welt sein.
In der Großen Sandwüste in Australien betreibt der Konzern die Erschließung der Kupfer- und Goldlagerstätte Winu. Ferner ist mit dem Joint Venture Resolution Copper (55 % Rio Tinto, 45 % BHP Group) die Erschließung eines großen Kupfervorkommens in Arizona geplant.

### Mineralien

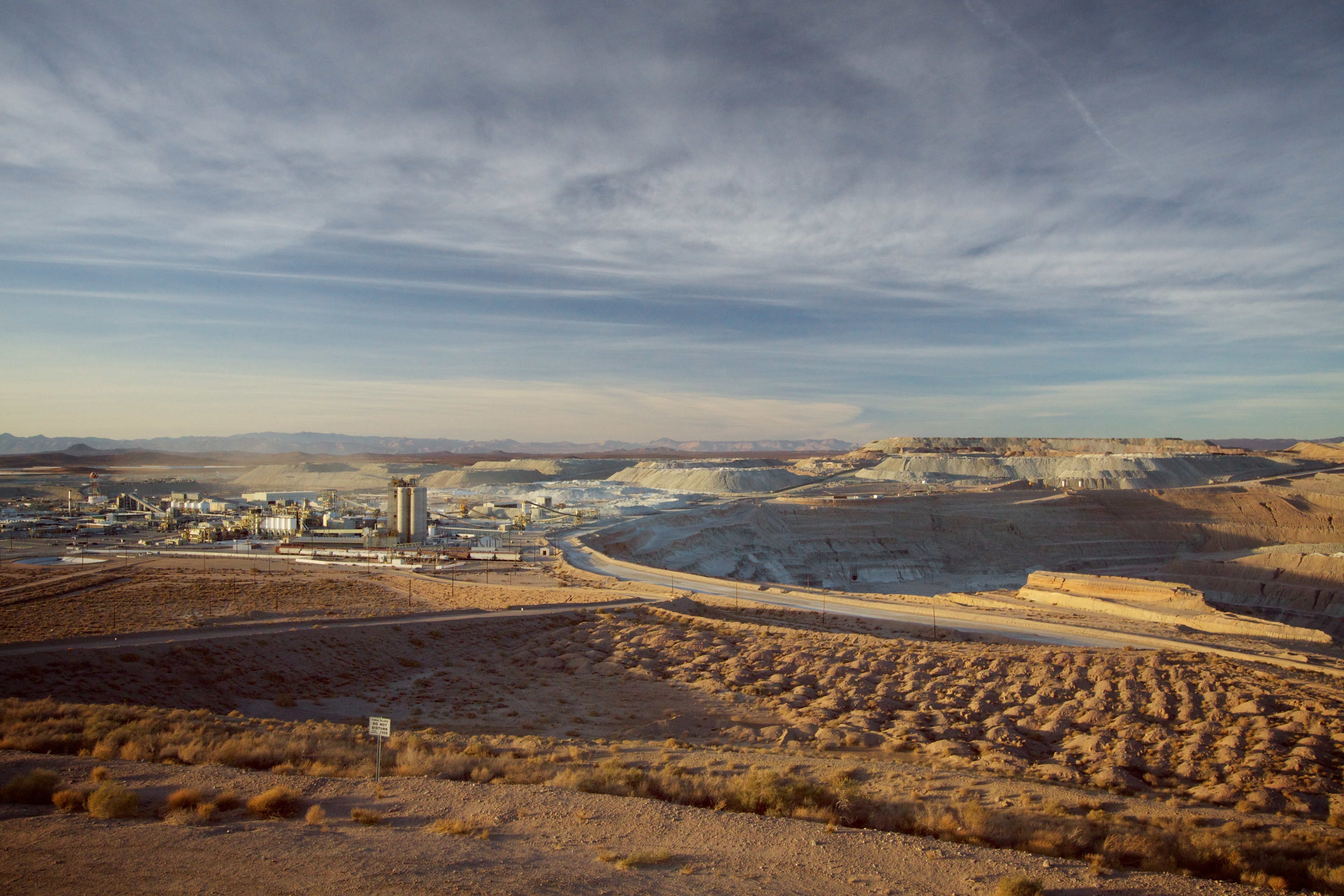
Boratabbau bei Boron (Kalifornien, USA).

In diese Sparte fällt die Gewinnung bzw. Produktion von Diamanten, Boraten, Titandioxid (Rutil, Ilmenit), Uran und Lithium.
Borate werden von der Tochtergesellschaft U.S. Borax Inc. bei Boron in Kalifornien abgebaut. Die Tochtergesellschaft Rio Tinto Fer et Titane Inc. (Rio Tinto Iron and Titanium) baut bei Havre-Saint-Pierre in Kanada Ilmenit ab und produziert daraus im Chloridverfahren Titandioxid. Im Rahmen der Joint Ventures Richards Bay Minerals (74 % Rio Tinto) und QIT Madagascar Minerals SA (80 % Rio Tinto, 20 % Staat Madagaskar) werden Schwermineralsande in Südafrika und auf Madagaskar geschürft, die ebenfalls zu Titandioxid verarbeitet werden. Im Uranbergbau ist Rio Tinto Mehrheitsaktionär (86,3 %) von Energy Resources of Australia Ltd.
Der Diamantenabbau erfolgt in der Diavik-Diamantenmine bei Yellowknife (Nordwest-Territorien, Kanada) durch das Tochterunternehmen Diavik Diamond Mines (2012) Inc. Die Beteiligungen an der Murowa-Mine in Simbabwe wurden 2015 verkauft. Der Abbau in der australischen Argyle-Diamantenmine wurde im November 2020 beendet, da sie am Ende ihrer Lebensdauer angelangt war.
Geologen des Konzerns entdeckten 2004 in der Jadar-Region nahe der Stadt Loznica (Serbien) das nach dieser Gegend benannte lithiumhaltige Mineral Jadarit. Rio Tinto plant die Erschließung der dortigen Lagerstätte und die Errichtung einer Aufbereitungsanlage zur Herstellung von Lithiumkarbonat, Borsäure und Natriumsulfat. Das erste verkaufsfähige Produkt wird frühestens 2027 erwartet. Laut dem Konzern sei das Bergwerk dann die größte Lithiumquelle für den europäischen Bedarf für voraussichtlich mindestens 15 Jahre. Weiters besitzt Rio Tinto im argentinischen Teil des Lithiumdreiecks das Lithiumprojekt Rincon, das sich mit der Lithiumgewinnung aus Sole beschäftigt.
In Westaustralien hält Rio Tinto 68,4 % der Anteile am Salz- und Gipsgewinnungsunternehmen Dampier Salt Limited.

### Problembehaftete Abbauvorhaben

#### Simandou in Guinea
2002 entdeckten Mitarbeiter des Unternehmens ein riesiges Eisenerzvorkommen an der Simandou-Hügelkette im Südosten Guineas. Der Lagerstätte hat das Potential, zum größten Bergbauprojekt Afrikas zu werden. Die Vergabe der Schürfrechte wird jedoch von Korruptions- und Schmiergeldaffären und jahrelangen Rechtsstreitigkeiten zwischen Rio Tinto, der israelischen Beny-Steinmetz-Gruppe, dem brasilianischen Bergbaukonzern Vale und der guineischen Regierung überschattet, weshalb mit der Förderung und dem Bau der fehlenden Infrastruktur (eine 650 Kilometer langen Eisenbahnstrecke und ein neuer Hafen) bis heute nicht begonnen wurde. Im Juli 2024 erteilte die Regierung alle erforderlichen Genehmigungen, um die Infrastruktur für den Abbau zu installieren.

#### Ojuu Tolgoi in der Mongolei
Die Erschließung von Ojuu Tolgoi führte immer wieder zu Streitigkeiten zwischen Rio Tinto und der mongolischen Regierung, bei denen es um alles Mögliche ging, von der Stromversorgung bis hin zu den Steuern und der Frage, wer die Verantwortung für die Verzögerungen und Kostenüberschreitungen trägt. Am Ende gaben Rio Tinto und Turquoise Hill Resources nach und einigten sich im Januar 2022 mit der Regierung darauf, auf mongolische Schulden in Höhe von 2,4 Milliarden US-Dollar zu verzichten.

#### Jadar-Region in Serbien
Im September 2021 kam es in Serbien zu Demonstrationen gegen die geplante Milliardeninvestition in das Lithiumbergwerk bei Loznica wegen des geplanten Abbaus des lithiumhaltigen Minerals Jadarit. Umweltorganisationen befürchten in der Jadar-Region eine Verschmutzung bzw. Zerstörung der Grundwasserreserven durch Arsen aufgrund des hohen Arsengehaltes im Erz. Im Januar 2022 stoppte die serbische Regierung das Lithiumprojekt und zog die erst kurz zuvor an Rio Tinto vergebene Abbaulizenz zurück. Serbiens Premierministerin Ana Brnabić begründete die Absage mit dem Druck von Umweltgruppen. Am 11. Juli 2024 hob Serbiens Verfassungsgericht den Entzug der Abbaulizenz auf.
Daraufhin entschied die serbische Regierung am 16. Juli, das Raumordnungsverfahren unverzüglich wieder aufzunehmen. Tags darauf gab die deutsche Bundesregierung bekannt, dass Bundeskanzler Olaf Scholz, der Präsident der Republik Serbien, Aleksandar Vučić, der Vize-Präsident der Europäischen Kommission, Maroš Šefčovič, sowie Unternehmensvertreter am 19. Juli am „Critical Raw Material Summit“ in Belgrad teilnehmen werden. Im Rahmen dieses Gipfels wurde ein Memorandum of Understanding zwischen Serbien und der EU-Kommission unterzeichnet über eine strategische Partnerschaft zu nachhaltigen Rohstoffen, Batterie-Wertschöpfungsketten und Elektrofahrzeugen. Schätzungen von Rio Tinto zufolge könnte das Bergwerk jährlich 58.000 Tonnen Lithium produzieren und damit für etwa 1,1 Millionen Elektrofahrzeuge ausreichen, was etwa 17 % der europäischen Produktion entspräche.
Im August 2024 protestierten in Serbien erneut Zehntausende gegen diese Pläne. Präsident Vučić verurteilte dabei vorgenommene Blockaden von Bahnhöfen, signalisierte aber Gesprächsbereitschaft und schloss auch ein Referendum nicht aus. Die deutsche Bundesregierung will trotz der Proteste an der vereinbarten Partnerschaft festhalten, um die Rohstoffabhängigkeit von China zu verringern. Bei dem Abbauprojekt werde auf die Einhaltung von Umweltstandards geachtet. Greenpeace hält Projekt für überflüssig, wenn Einspartechnologien und Rückgewinnungsverfahren genutzt würden.

## Marktmacht
Die Rio Tinto Group gehört zu den größten Bergbaukonzernen der Welt und besitzt im Eisenerzbergbau zusammen mit der BHP Group und der Vale S.A. eine marktbeherrschende Stellung (Glencore ist nach Umsatz und Mitarbeiterzahl zwar noch größer als diese Unternehmen, macht seinen Umsatz aber hauptsächlich mit Kupfer, Kohle, Zink und dem Handel mit Rohstoffen). Rio Tinto, BHP und Vale werden in der Eisenerzbranche auch als „The Big Three“ bezeichnet und bilden ein Oligopol, das für rund ein Drittel des weltweit abgebauten Eisenerzes und rund 70 % des Eisenerzhandels auf dem Seeweg verantwortlich ist. Besonders um 2010 schienen die „Big Three“ eine Markt- und Preissetzungsmacht zu entwickeln, die der Stahlindustrie Sorgen bereitete. Ihr Einfluss auf den Eisenerzpreis ist dennoch begrenzt, denn dieser wird weiterhin in erster Linie durch Angebot und Nachfrage gebildet, welche wiederum von China als weltweit größtem Eisenerzverbraucher maßgeblich beeinflusst wird. Weiters ist Rio Tinto mit einer Aluminiumproduktion von 3,2 Millionen Tonnen im Jahr 2021 der fünftgrößte Aluminiumproduzent der Welt (hinter Chinalco mit 6,7 Millionen Tonnen, der China Hongqiao Group mit 5,7 Millionen Tonnen, RUSAL mit 3,8 Millionen Tonnen und der Xinfa Group mit 3,6 Millionen Tonnen).
Rio Tinto, BHP und Vale können Eisenerz zu niedrigsten Kosten fördern, da sie Zugang zu kostengünstigen Minen haben und von ihrer Konzerngröße profitieren (vgl. Skaleneffekt). Dadurch besitzen sie einen Kostenvorteil gegenüber kleineren Produzenten. Vor allem während des Eisenerzpreisverfalls im Jahr 2015 drohten kleinere (teurere) Produzenten, von den „Big Three“ aufgerieben zu werden. 2015 betrugen die Produktionskosten für eine Tonne Eisenerz für Rio Tinto ca. 17 US-Dollar, während der Break-even-Preis beim Konkurrenten Fortescue Metals Group bei 39 US-Dollar lag. Auch der westaustralische Premierminister Colin Barnett wies darauf hin, dass Rio Tinto und BHP den Eisenerzmarkt überschwemmen und möglicherweise kleinere Anbieter verdrängen würden.
| Unternehmen                    | Börsenwert zum Jahresende 2021 in Mrd. USD | Umsatz 2021 in Mrd. USD        | Eisenerzproduktion 2021 in Mio. Tonnen |
| ------------------------------ | ------------------------------------------ | ------------------------------ | -------------------------------------- |
| BHP Group 1                    | 152                                        | 60,8                           | 254                                    |
| Rio Tinto Group                | 107                                        | 63,5                           | 277                                    |
| Vale                           | 66                                         | 54,5                           | 316                                    |
| Anglo American                 | 55                                         | 41,6                           | 64                                     |
| Fortescue Metals Group 1       | 43                                         | 22,3                           | 227                                    |
| Weltproduktion (zum Vergleich) | Weltproduktion (zum Vergleich)             | Weltproduktion (zum Vergleich) | 2680                                   |